# 佩爾希納里鄉
44°48′07″N 25°29′56″E / 44.80194°N 25.49889°E
佩爾希納里鄉（羅馬尼亞語：Comuna Perșinari, Dâmbovița），是羅馬尼亞的鄉份，位於該國南部，由登博維察縣負責管轄，面積17平方公里，海拔高度232米，2007年人口2,962，人口密度每平方公里176人。